# Batocerini
I Batocerini Lacordaire, 1869, sono una tribù di coleotteri cerambicidi della sottofamiglia Lamiinae.

## Morfologia

### Adulto

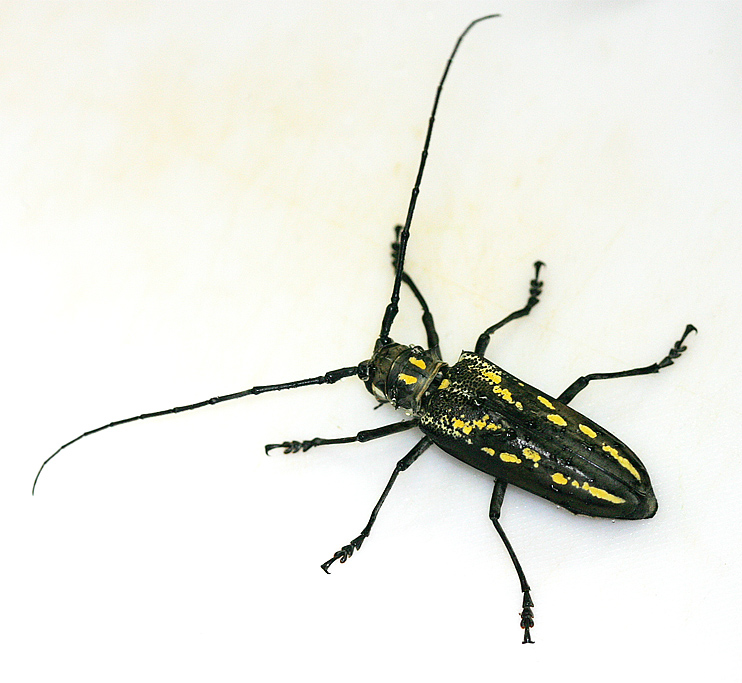
Batocera lineolata (Chevrolat, 1852)

I Batocerini presentano le stesse caratteristiche della tribù dei Lamiini, con cui sono strettamente imparentati: scapo con cicatrice apicale, tibie mediane solcate, unghie opposte. Tuttavia se ne differenziano per le coxe anteriori aperte al lato posteriore e per le dimensioni generalmente maggiori.

Appartengono infatti a questa tribù i più grandi Lamiinae esistenti, con dimensioni che raggiungono gli 85 mm, e soprattutto i cerambicidi con le antenne più lunghe al mondo.

### Larva
Le larve dei Batocerini presentano le stesse caratteristiche di quelle dei Lamiini, tuttavia possono raggiungere ragguardevoli dimensioni.

## Biologia

### Larva
Le grosse larve dei Batocerini vivono all'interno di tronchi d'albero, come il fico, l'albero del pane ed altre latifoglie, in cui scavano gallerie di grandi dimensioni, simili a quelle del Cerambice delle querce.

Alcune specie molto diffuse nel Sud-est Asiatico, come Batocera rubus, Batocera lineolata o Batocera numitor, sono perciò considerate localmente molto dannose.

Il ciclo larvale dura da 2 a 3 anni.

### Adulto

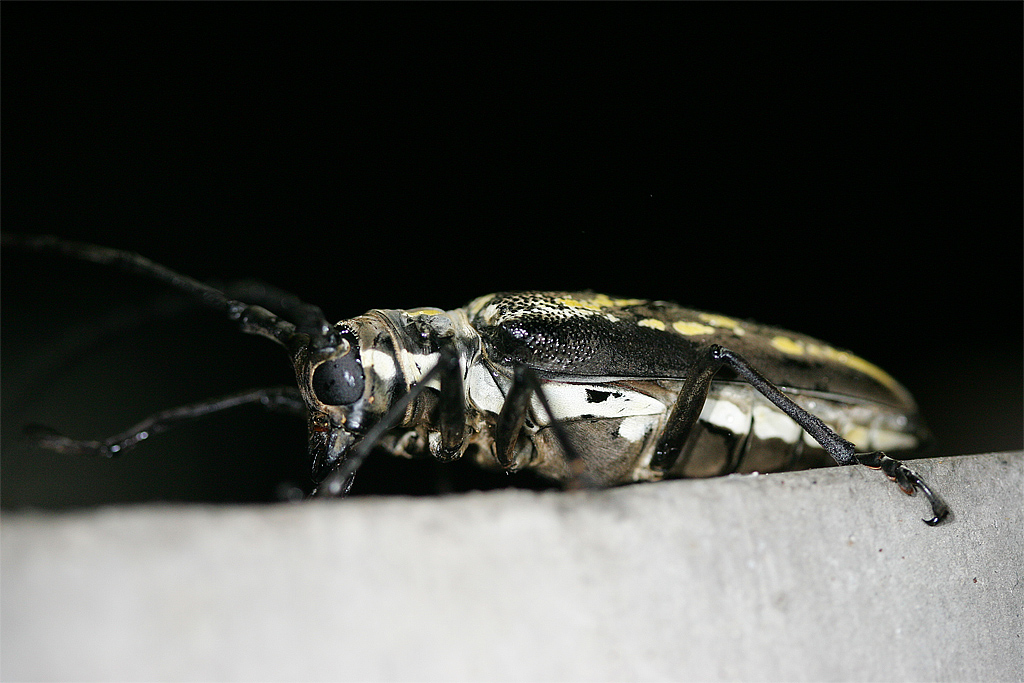
Batocera lineolata (Chevrolat, 1852)

Come molti coleotteri di grandi dimensioni, i Batocerini sono essenzialmente arboricoli e notturni.

Gli adulti possono essere avvistati sui tronchi degli alberi, intenti a nutrirsi della linfa che sgorga dalle ferite delle piante.

Le specie del genere Batocera vengono spesso attirati dalle luci mentre nel genere Rosenbergia il fenomeno è più raro.

## Distribuzione
I Batocerini sono principalmente diffusi in Asia e in Oceania, dall'India alle Isole Salomone, dal Giappone al Queensland in Australia.
Soltanto due specie (Batocera wyliei Chevrolat, 1858 e Batocera granulipennis Breuning, 1948) sono diffuse nell'Africa equatoriale.
Inoltre Batocera rufomaculata (DeGeer, 1775), una specie di origine indiana, è stata accidentalmente introdotta in diverse parti del mondo tra cui Siria, Giordania, Libano, Israele, Africa Orientale, Madagascar e isole Mauritius.

## Sistematica
I Batocerini comprendono poco più di 100 specie, raggruppate nei seguenti generi:
- Abatocera Thomson,1878
- Apriona Chevrolat, 1852 (= Anapriona Breuning, 1949; Cristapriona Hua, 1986; Cylindrapriona Breuning, 1949; Humeroapriona Breuning, 1949; Mesapriona Breuning, 1949; Parapriona Breuning, 1948)
- Aprionella Gilmour, 1959
- Batocera Laporte, 1840 (= Megacriodes Pascoe, 1866)
- Doesburgia Tippmann, 1953
- Pseudapriona Breuning, 1936
- Rosenbergia Ritsema, 1881